# Стрейер, Джанет
Джане́т Стре́йер (нем. Janet Strayer) — немецкая кёрлингистка.
В составе женской команды Германии серебряный призёр чемпионата мира 1993. Чемпионка Германии среди женщин (1993).
Играла на позиции четвёртого, была скипом команды.

## Достижения
- Чемпионат мира по кёрлингу среди женщин: серебро (1993).
- Чемпионат Германии по кёрлингу среди женщин: золото (1993)[2].

## Команды
| Сезон   | Четвёртый      | Третий          | Второй                   | Первый      | Запасной        | Турниры            |
| ------- | -------------- | --------------- | ------------------------ | ----------- | --------------- | ------------------ |
| 1992—93 | Джанет Стрейер | Йозефине Айнсле | Петра Чеч-Хильтенсбергер | Карин Фишер | Элизабет Лендле | ЧГЖ 1992 · ЧМ 1993 |

(скипы выделены полужирным шрифтом)